# Свети Сава III
Свети Сава III (? — 26. јул 1316) је био архиепископ српски с почетка 14. века. Наследио је архиепископа Јевстатија II после његове смрти 1309, а на архиепископском трону је остао до своје смрти 1316. године.
Богословско образовање добио је у манастиру Хиландару, те је као игуман манастира постао епископ призренски. За вријеме епископске службе надгледао је радове на изградњи Цркве Богородице Љевишке у Призрену, а 1309. постаје архиепископ.
Његова је личност важна за развој архитектуре у средњовековној Србији. Пре подизања манастира Бањске, чије довршење Сава није доживео, краљ Милутин се саветовао са њим. Када је својом повељом потврдио даровницу краља Милутина манастиру Хиландару назвао се архиепископом свих српских и поморских земаља. Такође, док је био на челу Српске православне цркве обновљена је и Црква Светог Ђорђа у Старом нагоричану. По сведочанству архиепископа српског Никодима, његовог наследника, испуњавајући аманет Светог Саве, редовно је давао помоћ манастиру Хиландару.
Српска православна црква слави га 26. јула по црквеном, а 8. августа по грегоријанском календару.